# Friedrich Robert Helmert
Friedrich Robert Helmert, född 31 juli 1843 i Freiberg, Sachsen, död 15 juni 1917 i Potsdam, var en tysk geodet.
Helmert blev 1870 professor vid Polytechnikum i Aachen, var från 1886 direktor för preussiska geodetiska institutet och för Internationella jordmätningens centralbyrå i Potsdam och från 1887 därjämte professor vid Berlins universitet. Han blev ledamot av svenska Vetenskapsakademien 1905.
I sitt klassiska verk Die mathematischen und physikalischen Theorieen der höheren Geodäsie (två band, 1880-84) vidgade Helmert grundvalarna för den geodetiska vetenskapen och angav nya riktlinjer för dess utveckling. Som chef för ovannämnda institut och centralbyrå fortsatte han framgångsrikt sina teoretiska undersökningar samt utförde och igångsatte omfattande internationella observations- och beräkningsarbeten. 
Helmert fick snabbt en ledande roll inom den internationella geodesin och fick särskild betydelse för sambandet mellan de europeiska ländernas triangelnät och lodavvikelser, de över hela jordklotet fördelade tyngdkraftsbestämningarna (Pratt-Helmerts hypotes) samt polhöjdsvariationernas bestämning. Han var även en auktoritet inom minsta kvadratmetoden.